# Perro celta de caza
Los Celtic hounds o perros celtas de caza, fueron una raza canina en la Irlanda celta descritos en las leyendas irlandesas. Deben corresponder con las actuales razas galgo español, galgo inglés, lebrel escocés, lobero irlandés o una mezcla de todas ellas.
Pueden encontrarse figuras de estos perros en pinturas y piezas de joyería celta desde el siglo XVII simbolizando la caza, la curación de enfermedades o el Otro Mundo en las leyendas celtas. Además, eran animales guardianes tradicionalmente en carreteras y cruces de caminos y se creía que protegían y guíaban a las almas perdidas en Otro mundo celta.

## Las fotografías

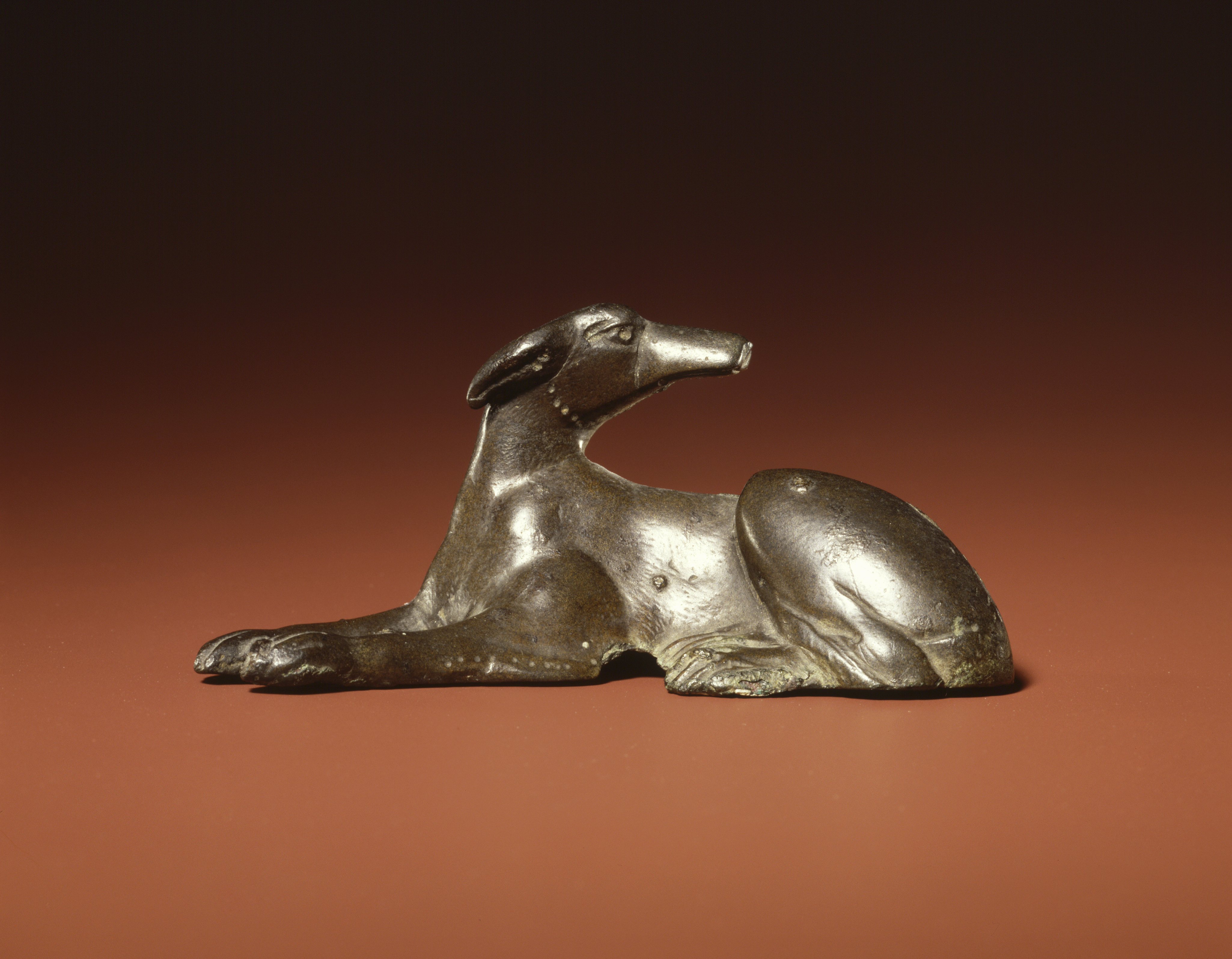
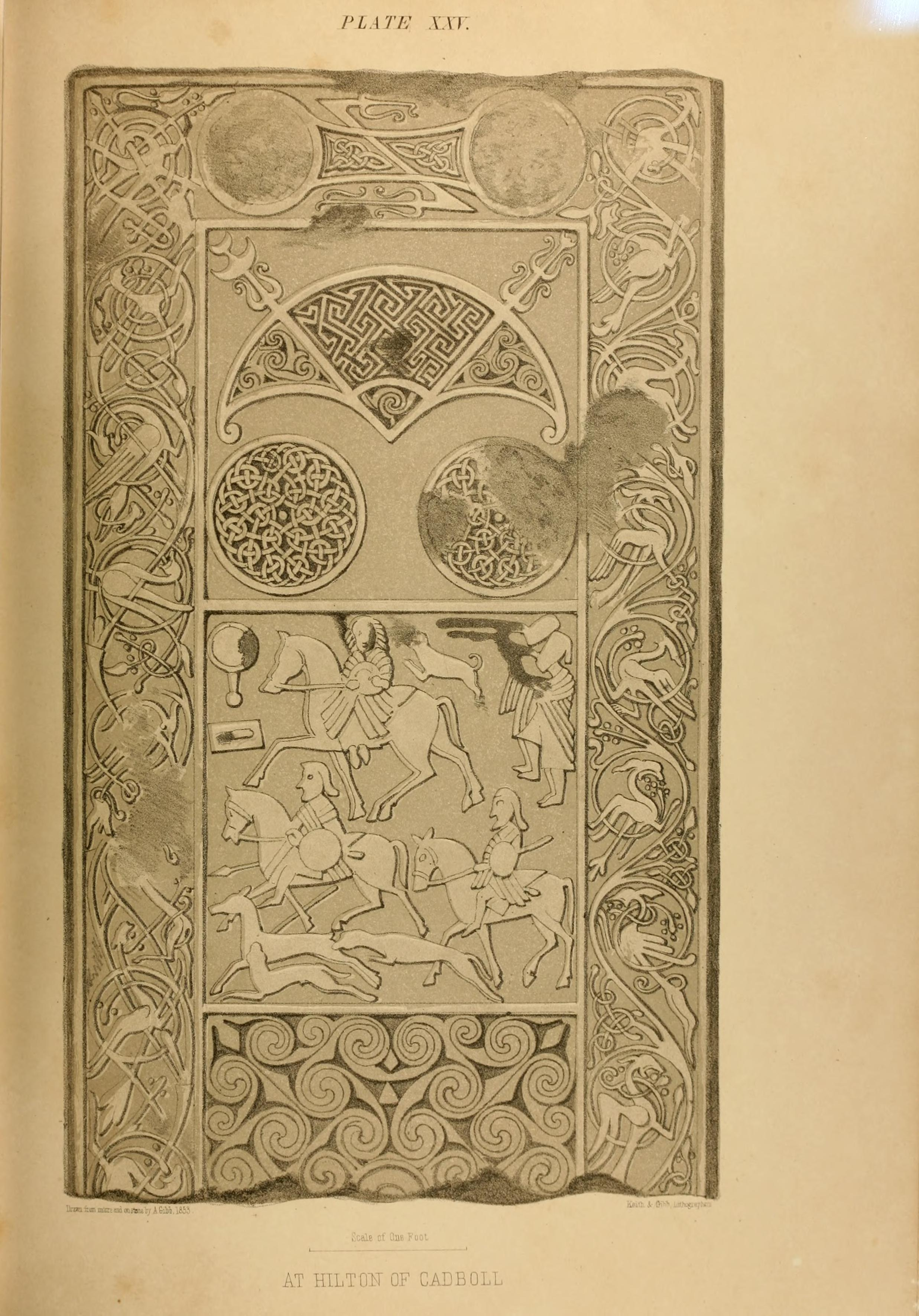
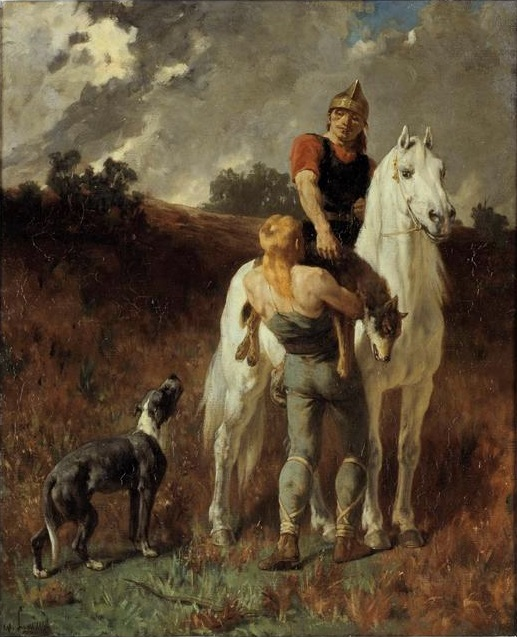
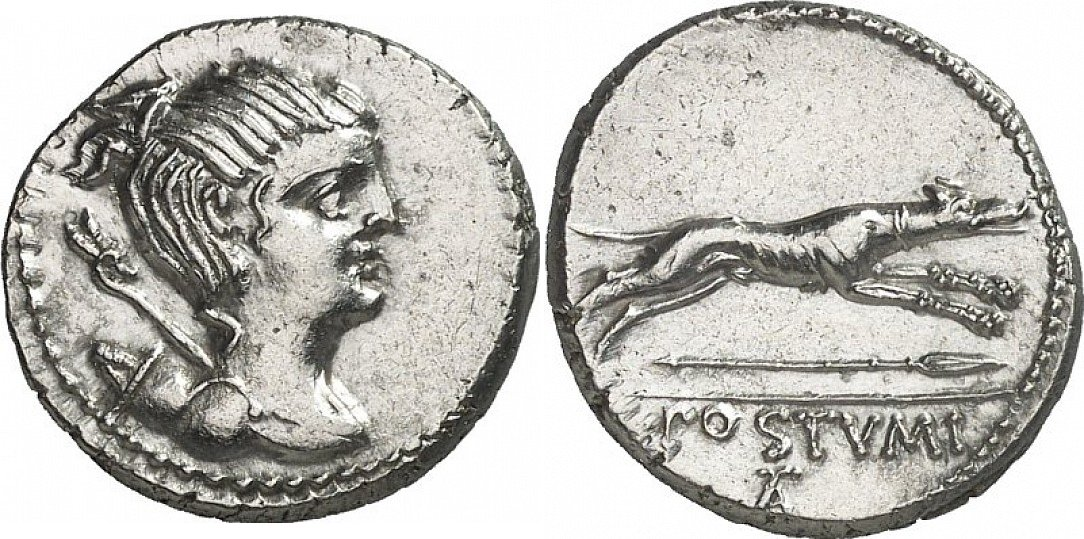
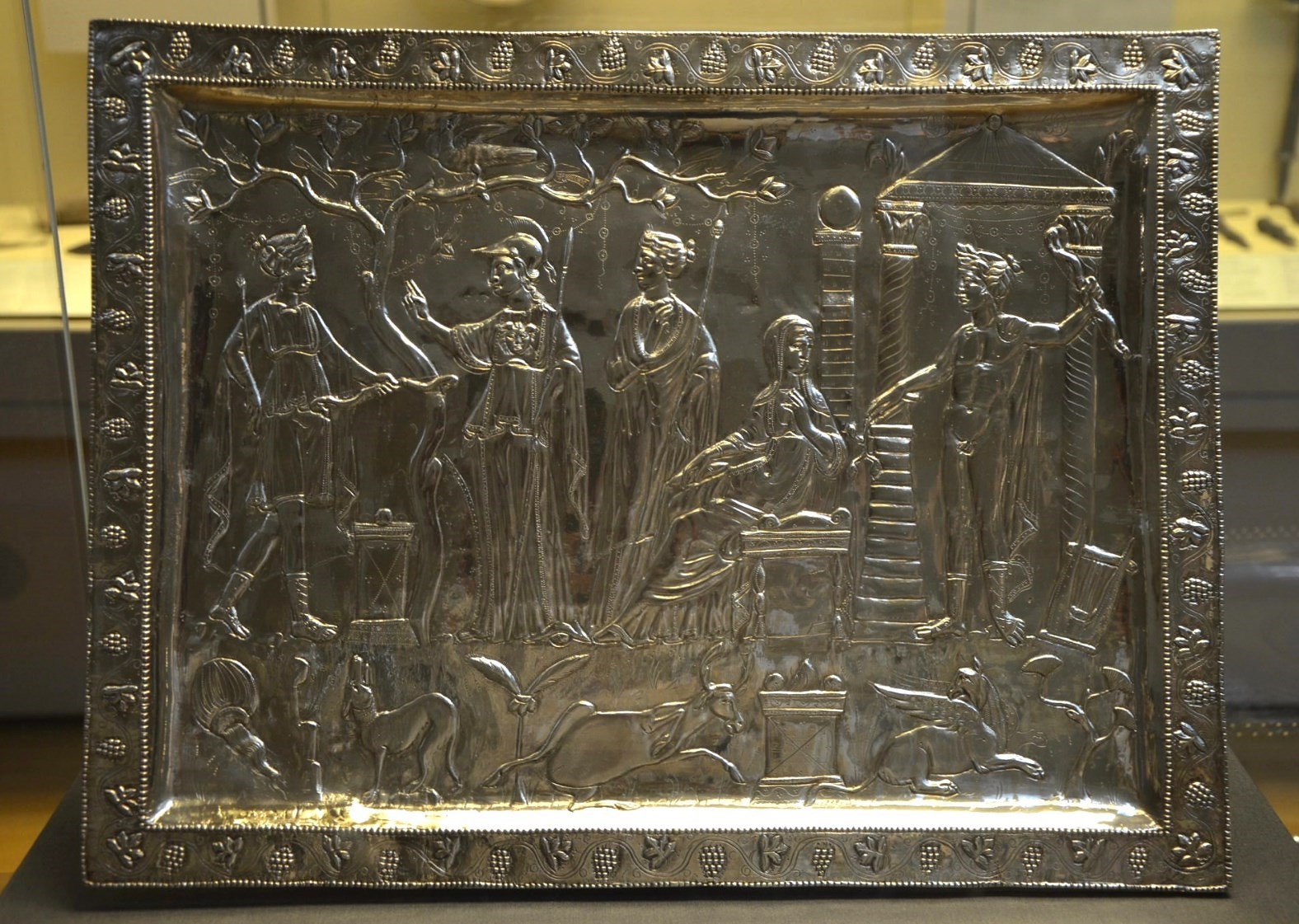